# ألفريدو بالاسيو
ألفريدو بالاسيو (22 يناير 1939 - 22 مايو 2025) ، رئيس الإكوادور الأسبق. ولد بمدينة غواياكيول. تولى رئاسة الإكوادور في 20 أبريل 2005 إلى 15 يناير 2007.